# 張廉 (益都)
張廉（1432年—？），字惟潔，山東青州府益都縣人，明朝政治人物。進士出身。

## 生平
山東鄉試第二十七名。成化二年（1466年）丙戌科會試第二百九十四名，殿試登進士第三甲第一百八十一名。

## 家族
曾祖張希曾。祖父張茂。父亲張達，曾任縣丞。